# 三重県道143号桑名川越線
三重県道143号桑名川越線（みえけんどう143ごう くわなかわごえせん）は、三重県桑名市から三重郡川越町に至る一般県道である。

## 概要
桑名市大字桑部から三重郡川越町大字当新田に至る。

### 路線データ
- 起点：桑名市大字桑部（桑部橋南交差点、三重県道3号桑名大安線交点）
- 終点：三重郡川越町大字当新田（当新田交差点、国道23号交点）
- 総延長：4,408 m

## 歴史
- 1995年（平成7年）4月1日 - 路線認定[1]。

## 路線状況

### 道路施設

#### 橋梁
- 朝桑橋（三重郡朝日町）

### 交通量
平日12時間交通量
| 地点               | 交通量 |
| ------------------ | ------ |
| 三重郡川越町北川原 | 804台  |

## 地理

### 通過する自治体
- 三重県
  - 桑名市 - 三重郡朝日町 - 三重郡川越町 - 三重郡朝日町 - 三重郡川越町

### 交差する道路
| 交差する道路          | 市町村名 | 市町村名 | 交差する場所     | 交差する場所          |
| --------------------- | -------- | -------- | ---------------- | --------------------- |
| 三重県道3号桑名大安線 | 桑名市   | 桑名市   | 大字桑部         | 桑部橋南交差点 / 起点 |
| 国道1号               | 三重郡   | 朝日町   | 大字縄生（なお） | 町屋橋南詰交差点      |
| 国道23号 / 名四国道   | 三重郡   | 川越町   | 大字当新田       | 当新田交差点 / 終点   |

### 交差する鉄道
- 近鉄名古屋線
- 関西本線

### 沿線
員弁川の南岸を通る。
- 日本鋳工株式会社本社
- 中部電力パワーグリッド町屋変電所
- 東芝第一浄水場